# Леднице
Леднице (чеш. Lednice), по-немецки Айсгруб (нем. Eisgrub) — деревня в Южноморавском крае в Чехии, в которой располагается одноимённый дворец князей Лихтенштейна. В 1996 году, вместе с соседним дворцом в Вальтице, он был включён в список всемирного наследия под названием Культурный ландшафт Леднице-Вальтице. В 2020 году власти Лихтенштейна официально потребовали вернуть 2 тысячи км² с городом Вальтице и деревней Ледниц.

## История
Первые упоминания о поселении относятся к 1212 году.
Поскольку Леднице первой перешла в руки княжеского дома Лихтенштейнов (это произошло в XIII веке), то её дальнейшая история была неразрывно связана с развитием и обогащением этого рода. В XVII веке там появилась летняя резиденция правящих князей Лихтенштейна. Дворец был спроектирован и сооружён архитекторами Иоганном Бернхардом Фишером фон Эрлахом, Доменико Мартинелли, и Антоном Йоханом Оспелом в барочном стиле.
В 1846—1858 годах он был перестроен в неоготическом стиле под руководством архитектора Георга Вингельмюллера. Вблизи дворца разбит английский сад, в котором расположены несколько построек Джозефа Хардмута, в том числе искусственные руины средневекового замка (1801) на берегу реки Дие и одиночный 60-метровый минарет (1797—1804).

## Население
| Год  | Численность | Численность |
| ---- | ----------- | ----------- |
| 1869 | 2335        | [ 8 ]       |
| 1880 | 2670        | [ 8 ]       |
| 1890 | 2561        | [ 8 ]       |
| 1900 | 2702        | [ 8 ]       |
| 1910 | 2731        | [ 8 ]       |
| 1921 | 2830        | [ 8 ]       |
| 1930 | 2791        | [ 8 ]       |
| 1950 | 1952        | [ 8 ]       |
| 1961 | 2012        | [ 8 ]       |
| 1970 | 1994        | [ 8 ]       |
| 1980 | 2291        | [ 8 ]       |
| 1991 | 2364        | [ 8 ]       |
| 2001 | 2356        | [ 8 ]       |
| 2014 | 2337        | [ 9 ]       |
| 2016 | 2324        | [ 10 ]      |
| 2017 | 2304        | [ 11 ]      |
| 2018 | 2293        | [ 12 ]      |
| 2019 | 2299        | [ 13 ]      |
| 2020 | 2272        | [ 14 ]      |
| 2021 | 2230        | [ 15 ]      |
| 2022 | 2145        | [ 16 ]      |
| 2023 | 2255        | [ 17 ]      |
| 2024 | 2259        | [ 18 ]      |
| 2025 | 2170        | [ 4 ]       |